# Tatras Tower
Tatras Tower, nazývaná také Veža snov, je rozhledna postavená v štrbské části Štrbské Pleso v okrese Poprad v Prešovském kraji na Slovensku. Geograficky se také nachází v geomorfologickém podcelku Tatranské podhorie geomorfologického celku Podtatranská kotlina, v Tatranském národním parku.

## Historie a popis věže.
Tatras Tower je ocelová příhradová rozhledna postavená v nadmořské výšce 1367 m v říjnu roku 2020. Má výšku 53 m. Nachází se pod horou Predné Solisko poblíž ledovcového morénového jezera Štrbské pleso. Byla postavena na místě nevyužívaného hřiště v lyžařském areálu. Netradiční rozhledna má tvar nakloněného hyperboloidu pod úhlem 15°. Na obvodu je 24 nosných ocelových sloupů, které jsou vinuté ve dvou směrech, spojené ve styčnících s obvodovými horizontálními prstenci, které mají po výšce proměnný obvod. Jedno vinutí nosných sloupů je obloženo dřevem. Ocelové nosné prvky rozhledny jsou z profilů ocelových trubek. Vše pak tvoří prostorovou hyperbolickou příhradovou konstrukci. Výstup na rozhlednu je pomocí bezbariérové vnitřní šikmé lávky umístěné na spirále s proměnlivým poloměrem, který kopíruje plášť tělesa hyperboloidu. Pochozí část lávky je dřevěná a má délku 0,58 km. Lávka vede na vyhlídkovou plošinu s procházkovou sítí. Procházková síť, která je umístěna 43 m nad terénem, má plochu 25,3 m² a průměr 5,8 m. Nejzazší část vyhlídkové plošiny je prosklená a průhledná. Rozhledna je doplněna mezilehlými vyhlídkovými plošinami, únikovým schodištěm skluzavkou pro alternativní cestu dolů.

## Další informace
Vstup na rozhlednu je zpoplatněn. Skluzavka není zahrnute v ceně vstupného.

## Galerie

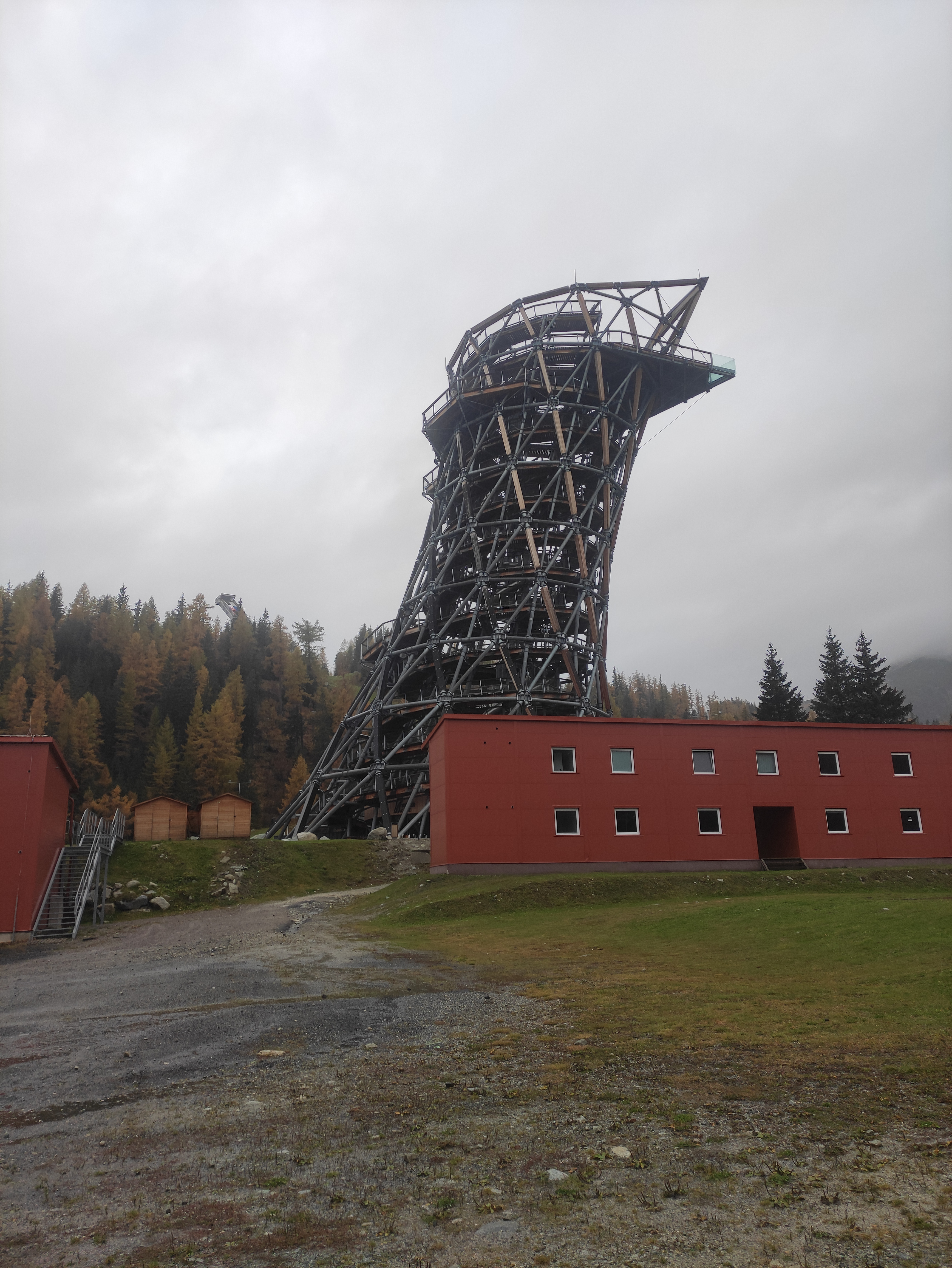
Tatras Tower v krajině